# Große Synagoge (Babrujsk)

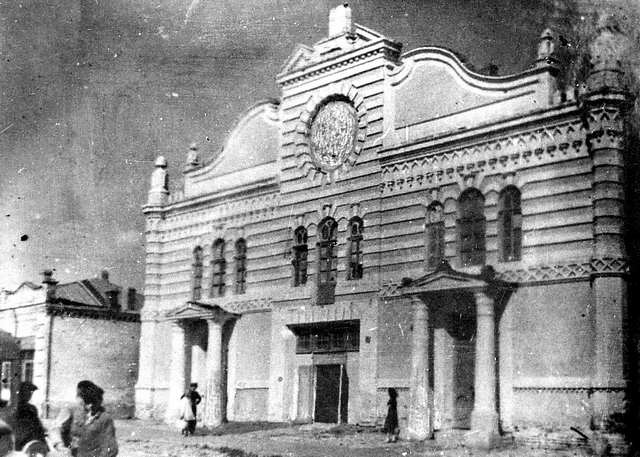
Große Synagoge in Babrujsk (vor 1914)

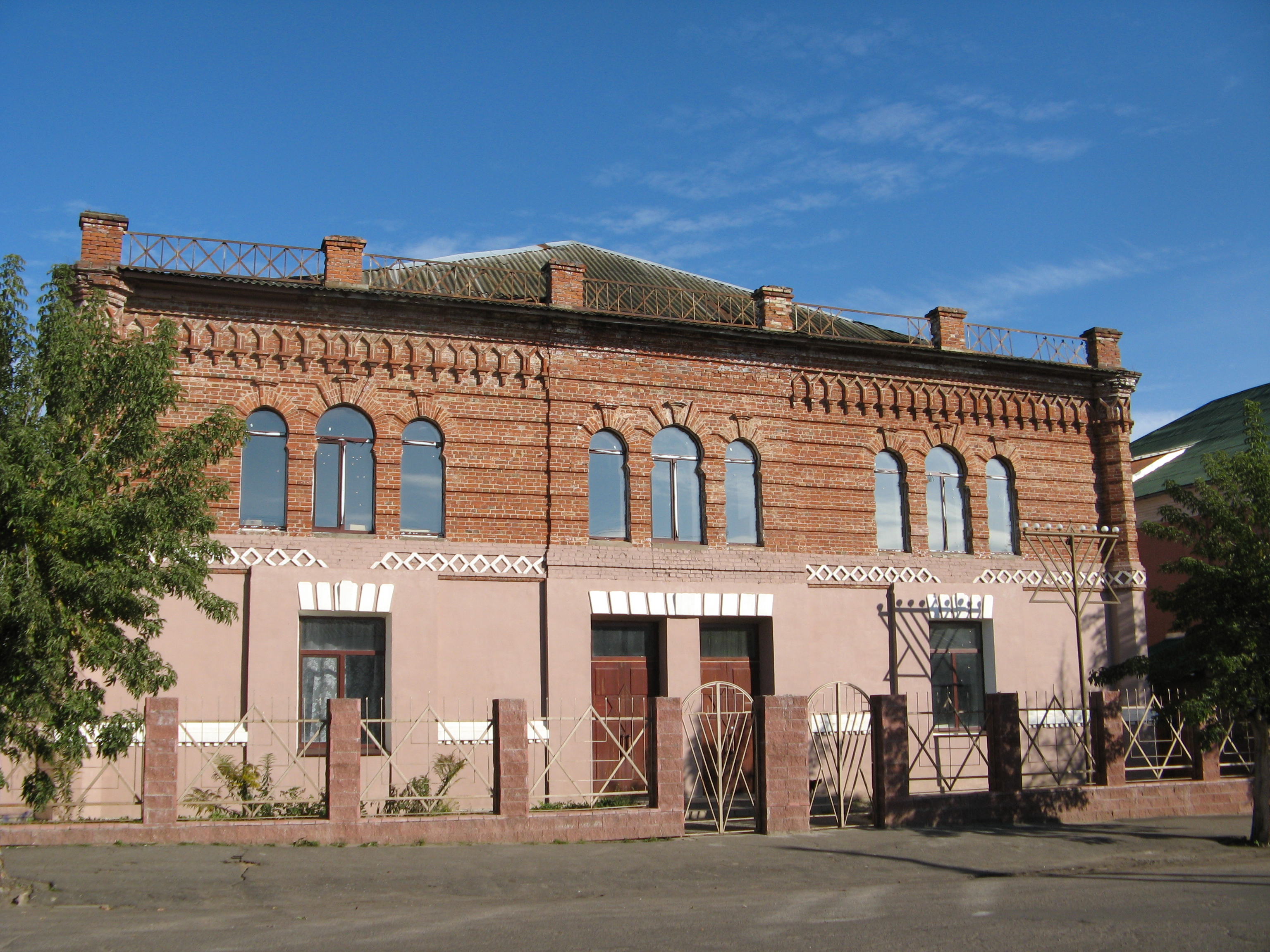
Aufnahme von 2008

Die Große Synagoge in Babrujsk, einer belarussischen Stadt in der Mahiljouskaja Woblasz, wurde 1900/01 erbaut.
In Babrujsk betrug vor 1941 der Anteil der jüdischen Bevölkerung zwischen 25 und 30 %. Mit über 30 Synagogen war Bobrujsk ein wichtiges Zentrum jüdischer Kultur, sodass es im Volksmund ironisch Hauptstadt Israels (Staliza Jisrael) genannt wurde. Der überwiegende Teil der jüdischen Bevölkerung wurde von den deutschen Besatzern während des Holocausts ermordet. Die Große Synagoge wurde in dieser Zeit verwüstet.
Die Synagoge wurde für die orthodoxe jüdische Gemeinde errichtet.